# Epigelasma praenuntia
Epigelasma praenuntia är en fjärilsart som beskrevs av Claude Herbulot 1972. Epigelasma praenuntia ingår i släktet Epigelasma och familjen mätare. Inga underarter finns listade i Catalogue of Life.